# Владислав Рајчетић
Владислав Рајчетић (Жабаљ,1929 – Нови Сад, 2005) био је ликовни уметник примењених уметности и професор.

## Биографија
Основну школу је завршио у Жабљу. У Новом Саду је 1949. године дипломирао у Средњој машинској школи. На Ликовном одсеку Више педагошке школе у Новом Саду дипломирао је 1956. године. У Београду је 1970. године дипломирао на Вишој школи за организацију рада. Био је апсоловент на Историји уметности Филозофског факултета у Београду. На почетку радне каријере радио је у индустрији наоружања. 1949. године планском расподелом је додељен Војном предузећу „Петар Драпшин” у Младеновцу, где је као члан конструкционог тима радио на развоју првог југословенског тенка. Након извршења овог задатака додељен је Генералној дирекцији за развој наоружања ФНРЈ, где је око две године радио на изради првих југословенских стандарда у војној индустрији. Током боравка у Младеновцу, био је предавач у војним школама.
Након укидања планске расподеле посветио се педагогији и уметности. Као педагог је ударио темеље развоја општетехничког васпитања на простору Југославије, а од 1964. године радио је  као наставник на Вишој педагошкој школи у Новом Саду  на Катедри за техничко васпитање.

### Уметничко стваралаштво
Паралелно се развијао као уметник. На почетку каријере бавио се сликарством да би убрзо своје трајно опредељење нашао у сфери уметничке керамике. 
Његове керамоскулптуре сведене фигуративности чине опус под називом „Керамичка менажерија”, који је тематски везан за  рибљи и птичији свет бачких канала и бара и традиционалну архитектуру  тог  простора.
Поред овог, Рајчетић је развијао и опус посвећен развоју  космичких технологија, под називом „Симболи мог времена“ и опус „Ратници“ који се тематски ослањао на културно-историјску баштину Косова.
У свету керамике био је познат као одличан познавалац керамичке технологије. Као израз овог његовог хтења осамдесетих година прошлог века настао је опус под називом „Механичке и термичка метармофозе“.
Оставио је значајан траг на пољу синтезе ликовних и примењених уметности са архитектуром и био је један од  активнијих учесника покрета Синтезе - облика јавне уметности који се појавио средином педесетих година прошлог века на простору Војводине и Југославије.
Од 1965. године је члан Удружења ликових уметника примењених уметности и дизајнера Војводине (УПИДИВ).  
Излагао је на свим важнијим изложбама из области уметничке керамике у земљи и иностранству. Дела му се налазе у бројним приватним и музејским збиркама. Добитник је низа награда и признања. У Жабљу и у Батањи (Мађарска) се налазе његови легати.